# 공주군 갑
공주군 갑은 대한민국의 옛 국회의원 선거구이다. 당시 충청남도 공주군의 일부 지역을 관할했다.

## 역사
제헌 국회의원 선거를 앞두고 공주군 공주읍, 탄천면, 계룡면, 반포면, 이인면 지역을 관할하는 선거구로 신설되었다.
제6대 국회의원 선거를 앞두고 공주군 갑, 을 선거구가 통합되어 공주군 단일 선거구를 이루게 됨에 따라 폐지되었다.

## 역대 국회의원
| 선거   | 정당 | 정당       | 의원   |
| ------ | ---- | ---------- | ------ |
| 1948년 |      | 무소속     | 김명동 |
| 1950년 |      | 민주국민당 | 박충식 |
| 1954년 |      | 자유당     | 염우량 |
| 1958년 |      | 자유당     | 박충식 |
| 1960년 |      | 무소속     | 박충식 |
| 1961년 |      | 민주당     | 엄대섭 |

## 역대 선거 결과

### 대한민국 제헌 국회의원 선거
|  | 37.58% |

|  | 18.33% |

|  | 17.57% |

|  | 13.66% |

|  | 12.84% |

### 대한민국 제2대 국회의원 선거
|  | 25.51% |

|  | 17.68% |

|  | 12.80% |

|  | 10.75% |

|  | 9.20% |

|  | 8.78% |

|  | 7.74% |

|  | 7.52% |

### 대한민국 제3대 국회의원 선거
|  | 53.64% |

|  | 13.42% |

|  | 11.14% |

|  | 7.77% |

|  | 5.94% |

|  | 5.22% |

|  | 1.73% |

|  | 1.11% |

|  | 0% |

|  | 0% |

### 대한민국 제4대 국회의원 선거
|  | 69.86% |

|  | 30.13% |

### 대한민국 제5대 국회의원 선거
|  | 18.39% |

|  | 17.70% |

|  | 14.85% |

|  | 14.02% |

|  | 10.62% |

|  | 10.29% |

|  | 8.05% |

|  | 6.04% |

### 1961년 대한민국 재보궐선거
박충식 의원의 의원직 상실로 인해 치러진 1961년 대한민국 재보궐선거에서 민주당 엄대섭 후보가 당선되었다.